# عبعب
العُبعُب  أو العبب أو الفقيش أو سم الغراب أو البردة أو أنافِح (باللاتينية: Withania) جنس نباتي ينتمي إلى الفصيلة الباذنجانية. يضم هذا الجنس ثمانية أنواع مقبولة و36 نوعا لم يحسم وضعها بعد. معظمها واطن في الوطن العربي.

## من أنواعه الواطنة في الوطن العربي
- العبعب السفوي (باللاتينية: Withania aristata) في جزر الكناري
- العبعب الشجيري (باللاتينية: Withania frutescens) في المغرب العربي وأيبيريا
- العبعب مفلطح الأوراق (باللاتينية: Withania obtusifolia) في بلاد الشام ومصر
- العبعب المنطبق (باللاتينية: Withania adpressa) في المغرب العربي
- العبعب المنوم (باللاتينية: Withania somnifera) في بلاد الشام ومصر والمغرب العربي وبعض مناطق حوض المتوسط